# Rhys Darby
Rhys Darby (Auckland, 21 marzo 1974) è un attore e comico neozelandese.
È stato nominato per il premio Billy T Award nel 2001 e 2002. Ha anche vinto il premio Fred (Dagg) award nel 2012 al New Zealand International Comedy Festival, per il migliore spettacolo neozelandese.
Darby è principalmente conosciuto per aver interpretato il ruolo del capo del protagonista in Yes Man con Jim Carrey nel 2008 e per aver interpretato il personaggio di Charles, nella prima stagione della serie TV Una serie di sfortunati eventi di Netflix nel 2017.

## Biografia
Darby è cresciuto a Pakuranga, Auckland e ha frequentato l'Edgewater College. Un ex soldato (addestrato in codice morse), ha lasciato l'Esercito della Nuova Zelanda nel 1994 e ha iniziato gli studi presso l'Università di Canterbury. Nel 1996 ha formato un duo comico, i Rhysently Granted, con Grant Lobban col quale si esibisce in vari spettacoli per alcuni anni.
Dopo aver eseguito il suo primo spettacolo da solista al Edinburgh Fringe di Edimburgo nel 2002, Darby si trasferisce nel Regno Unito per proseguire la sua carriera.
Dopo una serie di comparsate in programmi TV e radiofonici del Regno Unito e in alcune pubblicità, nel 2008 approda al cinema nel film Yes Man dove interpreta la parte di Norman, il simpatico capo del protagonista, Carl, interpretato invece da Jim Carrey.
Dopo un'altra serie di comparsate in serie TV di minore importanza e lavori di doppiaggio in alcuni film di animazione, nel 2017 approda nella serie TV di Netflix, Una serie di sfortunati eventi, nella parte di Charles, il socio di Signore nella gestione della Segheria Ciocco Fortunato. Sempre lo stesso anno sarà tra i protagonisti del film Jumanji - Benvenuti nella giungla con Dwayne Johnson, seguito del film del 1995 con Robin Williams.
Nel 2022 interpreta Stede Bonnet, il pirata protagonista della nuova serie HBO Max Our Flag Means Death.

## Vita privata
È stato un soldato dell'esercito neozelandese dal 1991 al 1994. È sposato con Rosie Carnahan ed ha un figlio, Finn, nato nel 2006.

## Filmografia parziale

### Cinema
- Yes Man, regia da Peyton Reed (2008)
- I Love Radio Rock (The Boat That Rocked), regia di Richard Curtis (2009)
- Diagnosis: Death, regia di Jason Stutter (2009)
- Love Birds, regia di Paul Murphy (2011)
- Il figlio di Babbo Natale (Arthur Christmas), regia di Sarah Smith (2011)
- Vita da vampiro - What We Do in the Shadows (What We Do in the Shadows), regia di Taika Waititi (2014)
- Selvaggi in fuga (Hunt for the Wilderpeople), regia di Taika Waititi (2016)
- Trolls, regia di Mike Mitchell e Walt Dohrn (2016)
- Jumanji - Benvenuti nella giungla (Jumanji: Welcome to the Jungle), regia di Jake Kasdan (2017)
- Killing Hasselhoff, regia di Darren Grant (2017)
- Jumanji: The Next Level, regia di Jake Kasdan (2019)
- Guns Akimbo, regia di Jason Lei Howden (2019)
- Chi segna vince (Next Goal Wins), regia di Taika Waititi (2023)
- Colpi d'amore (Love Hurts), regia di Jonathan Eusebio (2025)

### Televisione
- Flight of the Conchords - serie TV, 22 episodi (2007-2009)
- Jake e i pirati dell'Isola che non c'è (Jake and the Never Land Pirates) - serie TV (2012-2013)
- How I Met Your Mother - serie TV, 1 episodio (2013)
- Legit - serie TV, 1 episodio (2014)
- Modern Family - serie TV, 1 episodio (2014)
- Hot in Cleveland - serie TV, 3 episodi (2014)
- Life in Pieces - serie TV, 2 episodi (2015)
- X-Files (The X-Files) - serie TV, episodio 10x03 (2016)
- Mike Tyson Mysteries - serie TV, episodio 2x11 (2016)
- Wrecked - serie TV, 20 episodi (2016-in corso)
- Una serie di sfortunati eventi (A Series of Unfortunate Events) - serie TV, 2 episodi (2017)
- La grande bugia (The Big Fib) - gameshow (2020)
- Our Flag Means Death - serie TV, 10 episodi (2022)

## Doppiatori italiani
Nelle versioni in italiano delle opere in cui ha recitato, Rhys Darby è stato doppiato da:
- Davide Lepore in Flight of the Conchords, Come essere un gentleman, Jumanji - Benvenuti nella giungla, Jumanji: The Next Level, Colpi d'amore
- Luigi Ferraro in Yes Man, I Love Radio Rock, Wrecked
- Giulio Pierotti in Life in Pieces
- Sergio Lucchetti in Una serie di sfortunati eventi
- Gabriele Sabatini in X-Files
- Stefano Billi in Single Parents
- Mino Caprio in Guns Akimbo
- Gianfranco Miranda in Chi segna vince

Da doppiatore è sostituito da:
- Massimo De Ambrosis ne I Simpson
- Luigi Ferraro in The Lion Guard
- Paolo De Santis in Teen Titans Go! Vs. Teen Titans
- Roberto Accornero in Jumanji: Wild Adventures